# Pływanie na Letnich Igrzyskach Olimpijskich 1976 – 400 m stylem dowolnym kobiet
400 m stylem dowolnym kobiet – jedna z konkurencji pływackich rozgrywanych podczas XXI Igrzysk Olimpijskich w Montrealu. Eliminacje i finał miały miejsce 20 lipca 1976 roku.
Mistrzynią olimpijską została reprezentantka NRD Petra Thümer, która pobiła rekord świata (4:09,89). Srebrny medal zdobyła Amerykanka Shirley Babashoff, ustanawiając nowy rekord obu Ameryk (4:10,46). Brąz przypadł Kanadyjce Shannon Smith, która poprawiła rekord swojego kraju czasem 4:14,60.

## Rekordy
Przed zawodami rekord świata i rekord olimpijski wyglądały następująco:
| Rekord            | Zawodniczka    | Czas    | Miejsce   | Data             |
| ----------------- | -------------- | ------- | --------- | ---------------- |
| Rekord świata     | Barbara Krause | 4:11,69 | Berlin    | 3 czerwca 1976   |
| Rekord olimpijski | Shane Gould    | 4:19,04 | Monachium | 30 sierpnia 1972 |

W trakcie zawodów ustanowiono następujące rekordy:
| Data     | Etap konkurencji | Zawodniczka     | Czas    | Rekord |
| -------- | ---------------- | --------------- | ------- | ------ |
| 20 lipca | eliminacje       | Rebecca Perrott | 4:15,71 | OR     |
| 20 lipca | finał            | Petra Thümer    | 4:09,89 | ,      |

## Wyniki

### Eliminacje
| Miejsce | Wyścig | Zawodniczka           | Państwo           | Czas    | Uwagi |
| ------- | ------ | --------------------- | ----------------- | ------- | ----- |
| 1.      | 1      | Rebecca Perrott       | Nowa Zelandia     | 4:15,71 | Q,    |
| 2.      | 4      | Shirley Babashoff     | Stany Zjednoczone | 4:16,07 | Q     |
| 3.      | 4      | Shannon Smith         | Kanada            | 4:16,70 | Q     |
| 4.      | 3      | Annelies Maas         | Holandia          | 4:17,16 | Q,    |
| 5.      | 2      | Brenda Borgh          | Stany Zjednoczone | 4:17,20 | Q     |
| 5.      | 5      | Petra Thümer          | NRD               | 4:17,20 | Q     |
| 7.      | 3      | Kathy Heddy           | Stany Zjednoczone | 4:19,34 | Q     |
| 7.      | 4      | Sabine Kahle          | NRD               | 4:19,34 | Q     |
| 9.      | 2      | Wendy Quirk           | Kanada            | 4:19,69 |       |
| 10.     | 1      | Regina Jäger          | NRD               | 4:20,05 |       |
| 11.     | 2      | Wendy Lee             | Kanada            | 4:20,16 |       |
| 12.     | 4      | Irina Własowa         | ZSRR              | 4:21,19 | NR    |
| 13.     | 5      | Rosemary Milgate      | Australia         | 4:21,20 |       |
| 14.     | 5      | Jenny Turrall         | Australia         | 4:21,33 |       |
| 15.     | 5      | Allison Calder        | Nowa Zelandia     | 4:23,64 |       |
| 16.     | 1      | Tracey Wickham        | Australia         | 4:24,44 |       |
| 17.     | 1      | Carine Verbauwen      | Belgia            | 4:26,27 | NR    |
| 18.     | 2      | Laura Bortolotti      | Włochy            | 4:29,71 |       |
| 19.     | 3      | Susan Barnard         | Wielka Brytania   | 4:30,05 |       |
| 20.     | 2      | Antonia Real          | Hiszpania         | 4:30,37 |       |
| 21.     | 3      | Maria Guimarães       | Brazylia          | 4:32,63 |       |
| 22.     | 4      | Ratchaneewan Bulakul  | Tajlandia         | 4:32,98 |       |
| 23.     | 4      | Susan Edmondson       | Wielka Brytania   | 4:33,33 |       |
| 24.     | 5      | Eleonora Pandini      | Włochy            | 4:34,69 |       |
| 25.     | 3      | Linda Faber           | Holandia          | 4:36,98 |       |
| 26.     | 1      | María Pérez           | Wenezuela         | 4:38,93 |       |
| 27.     | 1      | María París           | Kostaryka         | 4:40,35 |       |
| 28.     | 5      | Myriam Mizouni        | Tunezja           | 4:43,11 |       |
| 29.     | 2      | Fernanda Pérez        | Kolumbia          | 4:45,73 |       |
| 30.     | 1      | Vilborg Sverrisdóttir | Islandia          | 4:48,28 |       |
| 31.     | 4      | Diana Hatler          | Portoryko         | 4:49,73 |       |
| 32.     | 5      | Georgina Osorio       | Panama            | 4:49,80 |       |
| 33.     | 3      | Susana Coppo          | Argentyna         | 4:57,41 |       |
| 34.     | 2      | Karen Robertson       | Hongkong          | 5:03,90 |       |

### Finał
| Miejsce | Zawodniczka       | Państwo           | Czas    | Uwagi |
| ------- | ----------------- | ----------------- | ------- | ----- |
| 1 !     | Petra Thümer      | NRD               | 4:09,89 | WR    |
| 2 !     | Shirley Babashoff | Stany Zjednoczone | 4:10,46 | AM    |
| 3 !     | Shannon Smith     | Kanada            | 4:14,60 | NR    |
| 4.      | Rebecca Perrott   | Nowa Zelandia     | 4:14,76 | NR    |
| 5.      | Kathy Heddy       | Stany Zjednoczone | 4:15,50 |       |
| 6.      | Brenda Borgh      | Stany Zjednoczone | 4:17,43 |       |
| 7.      | Annelies Maas     | Holandia          | 4:17,44 |       |
| 8.      | Sabine Kahle      | NRD               | 4:20,42 |       |